# Angola na letnich igrzyskach olimpijskich
Reprezentanci Angoli występują na letnich igrzyskach olimpijskich od 1980 roku. (Angolczyków nie było w Los Angeles).
Na razie Angola nie zdobyła żadnego medalu podczas letnich igrzysk olimpijskich.

## Medale dla Angoli na letnich igrzyskach olimpijskich
| IO      | Liczba Sportowców | złoto | srebro | brąz | Razem |
| ------- | ----------------- | ----- | ------ | ---- | ----- |
| IO 1980 | 11                | 0     | 0      | 0    | 0     |
| IO 1984 | Bojkot            | 0     | 0      | 0    | 0     |
| IO 1988 | 24                | 0     | 0      | 0    | 0     |
| IO 1992 | 28                | 0     | 0      | 0    | 0     |
| IO 1996 | 28                | 0     | 0      | 0    | 0     |
| IO 2000 | 30                | 0     | 0      | 0    | 0     |
| IO 2004 | 30                | 0     | 0      | 0    | 0     |
| IO 2008 | 32                | 0     | 0      | 0    | 0     |
| IO 2012 | 33                | 0     | 0      | 0    | 0     |
| IO 2016 | 25                | 0     | 0      | 0    | 0     |
| IO 2020 | 20                | 0     | 0      | 0    | 0     |
| IO 2024 | 24                | 0     | 0      | 0    | 0     |

## Medaliści letnich igrzysk olimpijskich pochodzących z Angoli

### Złote medale
Brak

### Srebrne medale
Brak

### Brązowe medale
Brak